# Батајнички друм
| Улица Батајнички друм | Улица Батајнички друм             |
| --------------------- | --------------------------------- |
|                       |                                   |
| Општина               | Земун                             |
| Почетак               | Улица Цара Душана                 |
| Крај                  | улица Мајора Зорана Радосављевића |
| Дужина                | око 6.6 km m                      |
|                       |                                   |
|                       |                                   |

Улица Батајнички друм је улица која се налази у Београду, у општини Земун. Други назив за Батајнички друм је Батајнички пут који је добио назив по градском насељу Батајница.

## Улица
Улица Батајнички друм почиње на крају улице Цара Душана и завршава се северозападно у улици Мајора Зорана Радосављевића у Батајници.

## Институције
У улици се налази зграда Пупин Телеком Београда у којој се налази мрежни рачунарски апарат који на мрежи спаја различите уређаје те пакетно прима, обрађује и прослеђује податке на коначни уређај. Остале компаније које се налазе у овој улици су: Ветеринарски завод Земун и Coca-Cola HBC – Srbija а.д.

## Превози
Улицом пролазе аутобуси број 73 (Нови Београд блок 45 - Железничка станица Батајница), 703, 704, 705, 706, 706Е.